# Modrásek černoskvrnný
Modrásek černoskvrnný (Phengaris arion) je druh vzácně se vyskytujícího motýla z rodu Phengaris který má komplikovaný vývoj označovaný jako obligátní parazitická myrmekofilie. Specializuje se na dva rozdílné zdroje potravy, na živnou rostlinu a symbiotické druhy mravenců.

## Výskyt
Palearktický druh vyskytující se od severu Pyrenejského poloostrova a jihu Velké Británie přes jih Skandinávie, Pobaltí, Západní a Střední Evropu, Balkán, jižní část evropského Ruska, Malou a Střední Asii a jižní Sibiř až po Koreji a Japonsko. Vyhynul v Nizozemsku a Anglii, do Anglie byl úspěšně nově vysazeny populace ze švédského ostrova Ölandu.
V minulosti býval v České republice rozšířen po celém území a v současnosti přežívá jen na hrstce lokalit. Obvykle se jedná o mikropopulace několika desítek až stovek jedinců. Za hojnější lze jeho výskyt považovat jen na východě Moravy, ve Vsetínských vrších a v Bílých Karpatech.

## Vzhled
Největší modrásek žijící v ČR, jeho přední křídla dosahují rozpětí 35 až 40 mm. Na svrchní straně křídel mají motýli modravý nádech (samci mnohem silnější) a spodní stranu mají světle hnědou. Od ostatních druhů příbuzných modrásků se liší především dvěma řadami černých skvrn u okraje na spodní straně zadních křídel a výraznými skvrnami na horní straně předních křídel.

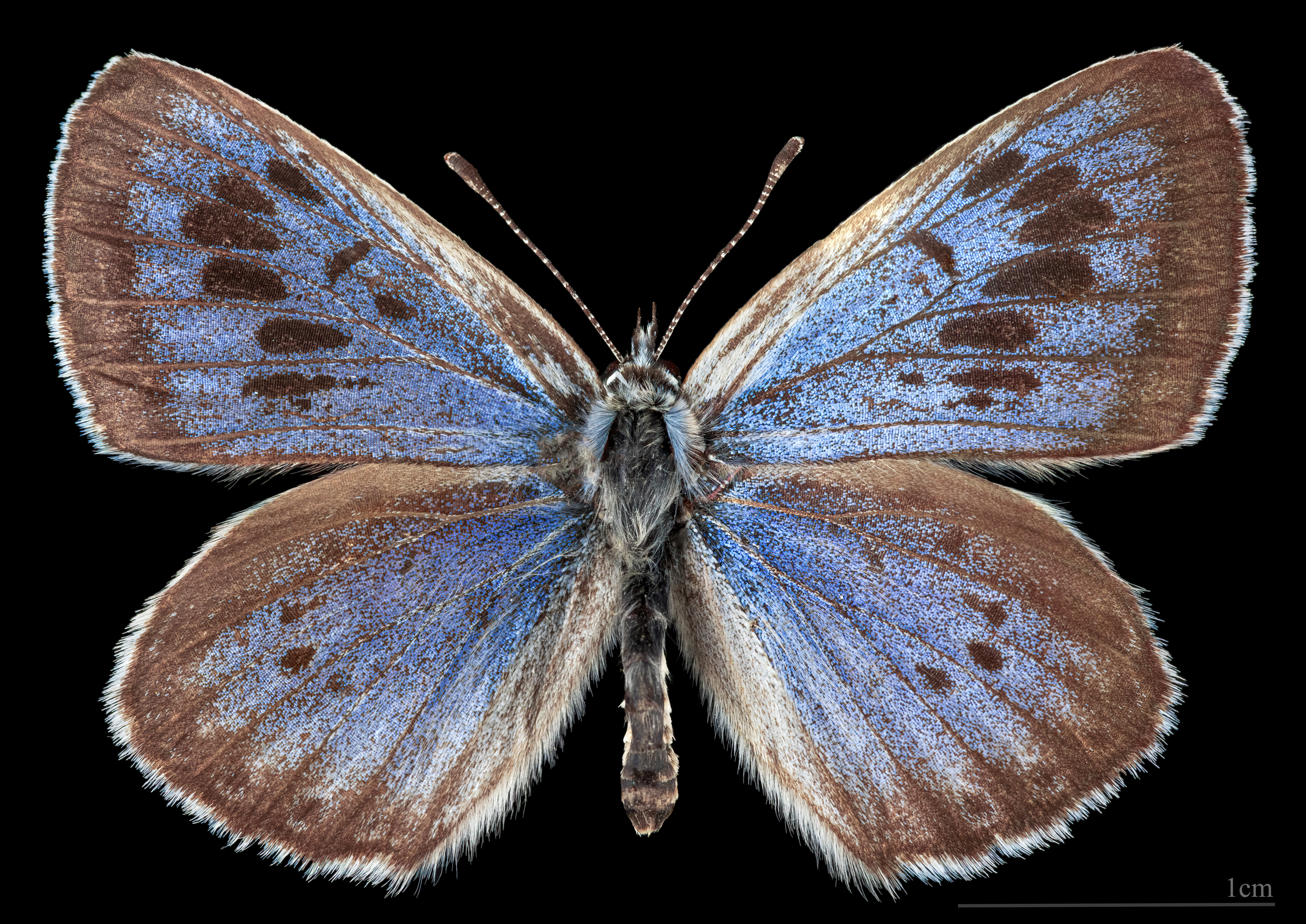
Phengaris arion ♂
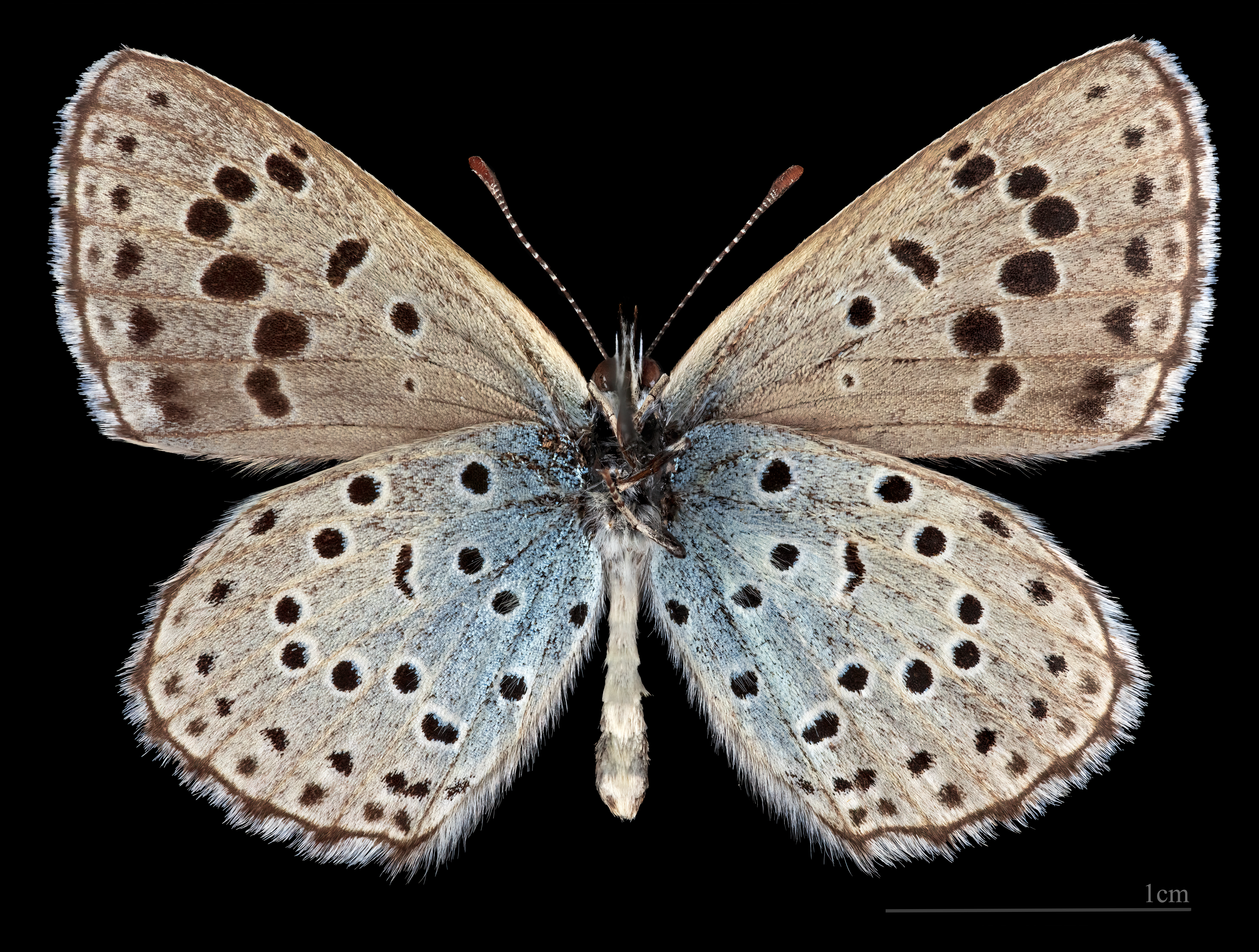
Phengaris arion ♂  △

## Ekologie
Výskyt tohoto druhu je svázán s nehnojenými, extenzivně spásanými pastvinami, vřesovišti a nízkostébelnými stepmi se slabým zapojením porostů, případně s travnatými plochami s nízkými rostlinami které bývají ob dva nebo tři roky sesečeny nebo spaseny. Vyhýbá se loukám s homogenním porostem které se sečou jednou nebo vícekrát ročně. Nejlépe se mu daří na lokalitách s nedávno ukončenou hospodářskou činností, na svažitých členitých místech situovaných k jihu nebo jihozápadu a s jen nesouvisle zapojeným bylinným patrem a vyvinutým mechovým pokryvem. Takové prostředí je nejvhodnější pro růst jeho živných rostlin mateřídoušky i dobromysli obecné a pro život hostitelských mravenčích kolonií rodu Myrmica. Pokud se životní podmínky na stanovišti rapidně zhorší, modrásek černoskvrnný obvykle vyhyne. Není schopen přesídlit na větší vzdálenost, létá nejdále 2 km od místa vylíhnutí.

## Rozmnožování
Druh vytváří jen jednu generaci ročně, v podhorských podmínkách Západních Karpat žijí jeho dospělci od konce června do poloviny srpna. V té době se samice musí spářit a naklást vajíčka, obvykle je dává jednotlivě do nerozvinutých vrcholových částí květenství živných rostlin. Je-li v květenství více vajíček dojde mezi housenkami ke kanibalismu a přežívá pouze jedna.
Housenka vyžírá semeníky květů a celkem rychle prodělá instary. Po třetím sleze z mateřské rostliny a na zemi začne ze speciální žlázy na zádech vylučovat směs cukrů a aminokyselin, láká tak mravence aby ji odnesli do mraveniště; jinak zahyne. Nejčastěji ji adoptuje dělnice druhu Myrmica sabuleti nebo Myrmica scabrinodis. Zásadní podmínkou je, aby housenka nebyla od mraveniště vzdálená více než 2 m, což je akční rádius mravenců tohoto rodu.
V mraveništi je housenka uložena do oddělení mezi larvy, mravenci ji nekrmí ale chrání před případnými parazity. Housenka se sama živí larvami a kuklami svých hostitelů pro které produkuje medovici podobně jako mšice. Jedna během svého vývoje sežere asi 230 potenciálních mravenců, větší počet housenek mraveniště úplně zlikviduje. Během zimy housenka společně s mravenci hibernuje. S nástupem léta se zakuklí a po třech týdnech se z kukly vylíhne imago které musí před mravenci utéct. V době opouštění mraveniště má na křídlech dlouhé šupiny které ho chrání před útočícími mravenci. Samci se líhnou o málo dříve před samicemi.
Housenku modráska černoskvrnného přijmou do svého hnízda téměř všechny druhy mravenců rodu Myrmica, jsou však značné rozdíly v počtech přežití. Mnohá mraveniště tohoto rodu jsou tak málo početná, že jen stěží uživí jednu housenku.

## Ohrožení
Modrásek černoskvrnný je celoevropsky ustupující druh. Tuzemský výskyt tohoto motýla, v minulosti zcela hojného, se zmenšil do několika drobných populací na malém počtu lokalit v podhorských oblastech. Světlou výjimkou jsou některá horská údolí v Karpatech na východě Moravy kde v CHKO Beskydy a CHKO Bílé Karpaty ještě přežívají životaschopné populace.
Hlavní příčinou tohoto burcujícího jevu jsou hluboké změny ve využívání zemědělské krajiny. Intenzifikací zemědělství s nadužíváním hnojiv, melioracemi a získáváním orné půdy na úkor luk, pastvin a ladem ležících pozemků i nepromyšleným zalesňováním byli dříve hojní živočichové zbavení svých přirozených biotopů.

## Ochrana
Tento druh modráska je chráněný legislativou EU i ČR. Je začleněn do Bernské úmluvy (přílohy č. II), podle IUCN je téměř ohrožený (NT), v „Červeném seznamu bezobratlých ČR z roku 2005“ je shodně jako ve „vyhlášce MŽP ČR č. 395/1992 Sb. ve znění vyhl. č. 175/2006 Sb.“ zařazen mezi kriticky ohrožené druhy (CR).

## Galerie

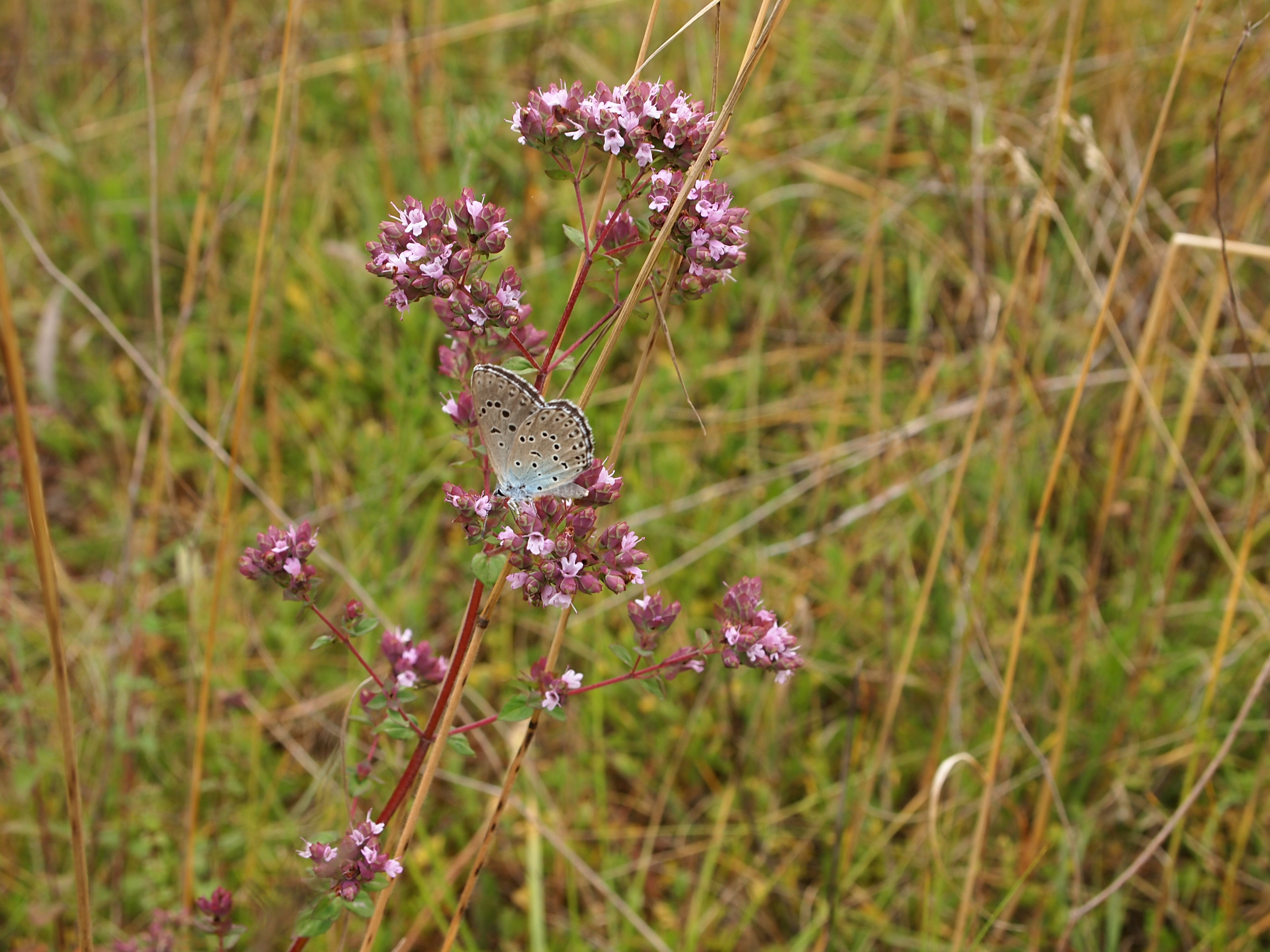
Motýl na dobromysli obecné
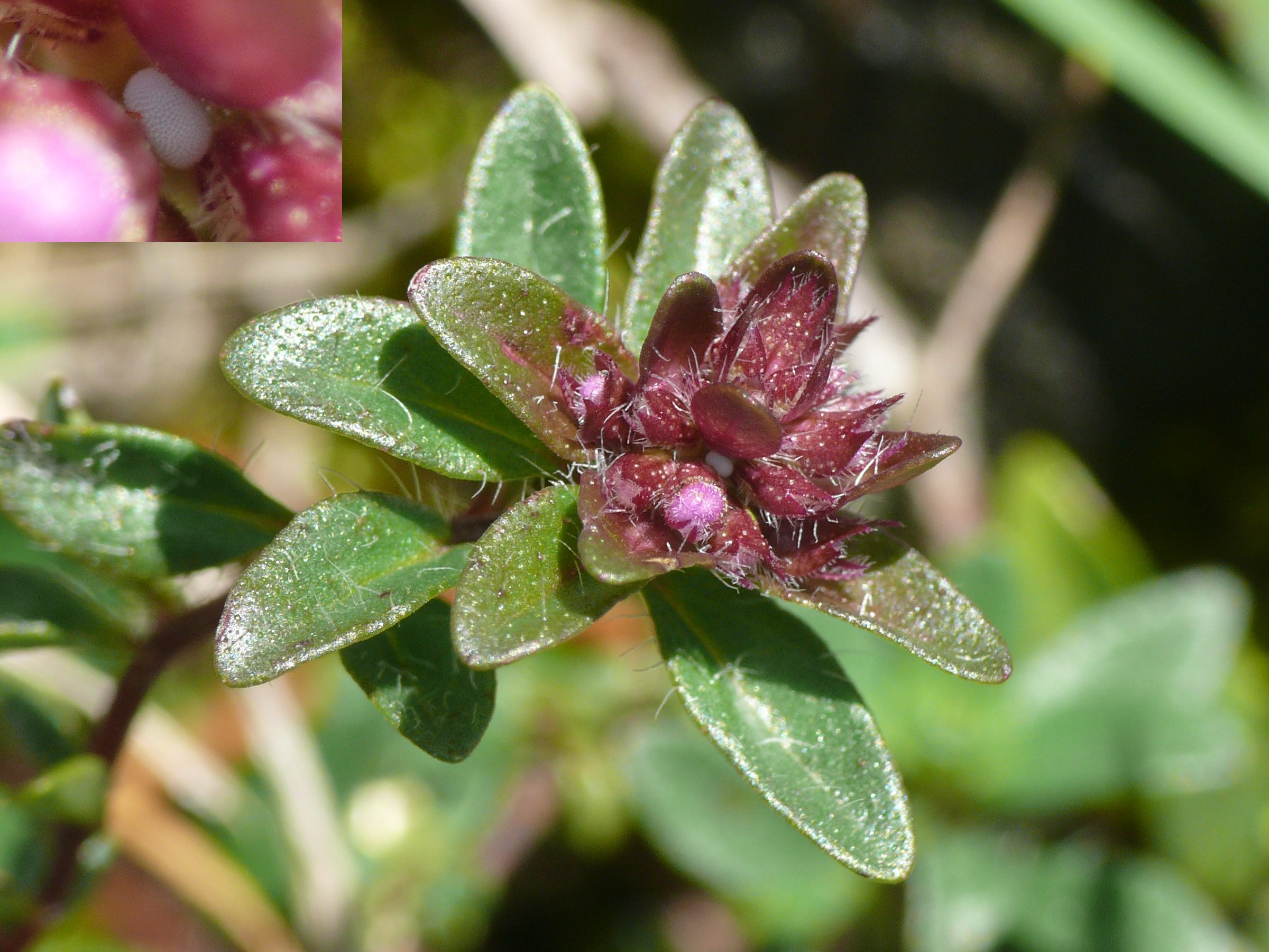
Vajíčko v květu
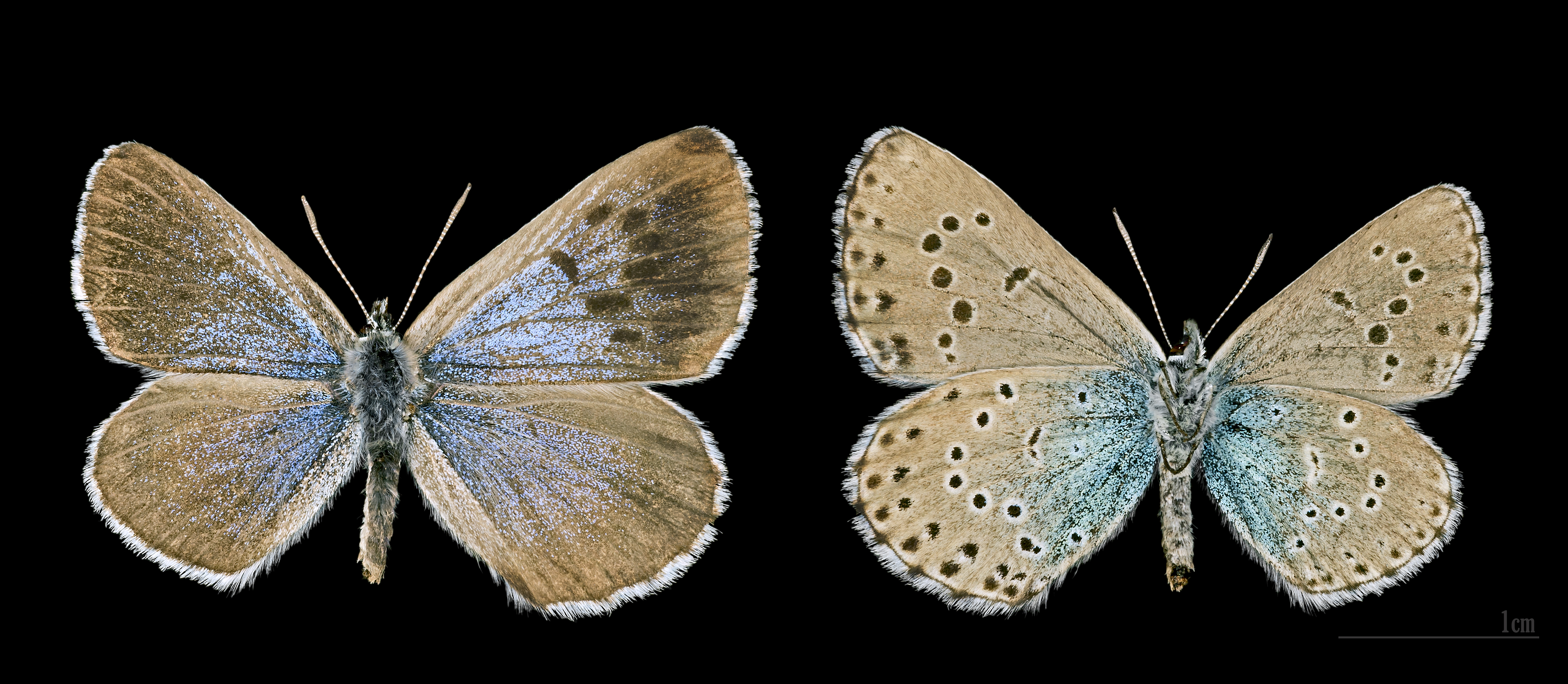
Vlevo samec, vpravo samice